# En Nahud
En Nahud é uma cidade do Sudão localizada no estado do Cordofão do Norte.